# Muzica electroacustică
Muzica electroacustică este un gen al muzicii de artă occidentală, în care compozitorii utilizează tehnologia electronică pentru a modifica sunetele naturale acustice, folosindu-se uneori de procesarea semnalului audio, adică reverberația sau armonizarea instrumentelor acustice.
După ce debutase timid experimental, la sfârșitul anilor 1890, a reapărut masiv în mijlocul secolului XX, în urma încorporării producției de sunet electric în practica compozițională.
Evoluțiile inițiale în compoziția muzicii electroacustice, pe parcursul secolului XX, au fost asociate cu activitățiile Grupului de cercetări muzicale de la ORTF, din Franța, ale Studioului de muzică electronică din Köln, unde accentul a fost pus pe compoziția elektronische Musik și ale Centrului de muzică electronică Columbia-Princeton, din New York, unde a fost explorată toată muzica pe bandă, muzica electronică și muzica pentru computer. Instrumentele practice pentru muzica electronică au început să apară la începutul anilor 1900.
Format:Electronic music
Format:Electronica